# Bibio fasciata
Bibio fasciata är en tvåvingeart som först beskrevs av Georg Wolfgang Franz Panzer 1804.  Bibio fasciata ingår i släktet Bibio och familjen stilettflugor.
Artens utbredningsområde är Tyskland. Inga underarter finns listade.